# Mateřský instinkt (Hvězdná brána)
Mateřský instinkt je 20. epizoda 3. řady sci-fi seriálu Hvězdná brána.

## Děj epizody
Týmy SG-1 a SG-2 se spolu s Jaffou Bra'tacem vydávají na planetu Kheb. Údajně zde má být ukrýván Harsesis, dítě, které počal Apophis se Sha're, hostitelkou Amaunet, a které v sobě nosí veškeré znalosti Goa'uldů. Již před jejich příchodem se na planetě objevila skupina Jaffů, která měla stejný cíl, nalézt Harsesise. SG-1 najde všechny Jaffy mrtvé, spálené na kost nějakou neznámou zbraní. Na planetě se setkávají s tajemnou antičkou Omou Desalou (Oma Desala = Matka Příroda), která se ujala ochrany Harsesise. Členům týmu nezbývá mnoho času na záchranu dítěte, protože je jim v patách celá armáda Jaffů. Nakonec jsou Jaffové zničeni a Harsesis zůstává ponechán pod ochranou mimozemšťanky, která s ním odchází bránou do bezpečí.